# الإدارة الكلية
تعد الإدارة الكلية اسلوبا من اساليب القيادة يترك فيها المدراء التدخل المباشر في عمل مرؤوسيهم او ان تكون ادارتهم تتم من بعيد، وهو ما يمنح الموظفين مزيدا من الحرية والتحكم في طريقة انجازهم للعمل ، اما المدراء فهم يصبون تركيزهم على الاهداف الاستراتيجية بعيدة المدى الأهداف. 
على النقيض من الإدارة الجزئية ، وهي اسلوب اداري فيه يقوم المدراء بمراقبة اعمال موظفيهم عن كثب وبدقة ، فإن الإدارة الكلية هي أسلوب أكثر استقلالية للإدارة التنظيمية. يتراجع المديرون ويمنحون الموظفين الحرية للقيام بعملهم على النحو الذي يرونه مناسبًا، طالما تم تحقيق النتيجة المرجوة. غالبًا ما تركز الإدارة الجزئية على النتائج قصيرة المدى، بينما تركز الإدارة الكلية على النتائج طويلة المدى. 
يمكن ان يصبح كلا الأسلوبين من الإدارة سلبيا عندما يتم التطرف فيهما. لذلك، لذا فمن المهم للمؤسسات تطوير التوازن بين ممارسات الإدارة الجزئية والإدارة الكلية وفهم متى يتم تطبيق كل نهج بشكل فعال.
من عيوب الإدارة الكلية الانفصال المحتمل بين المدراء والموظفين، وكذلك إلى ضعف فيما يتعلق بأدوار ومسؤوليات الموظفين. يمكن أن تساهم هذه العوامل في خلق انطباع بالبيروقراطية داخل مكان العمل. 
رؤية اخرى للإدارة الكلية هي عندما تعتبر المنظمة نفسها مؤسسة اجتماعية، مواءمة أهدافها وغرضها مع هدف خدمة المجتمع. ولتحقيق ذلك، تحرص المنظمة على ان قيمها ومعاييرها وأخلاقياتها تتواءم مع قيم المجتمع الذي تعمل فيه.